# Zombie vs. Ninja
Zombie vs. Ninja (auch bekannt als: Zombie Rival: The Super Ninja Master) ist ein Low-Budget-Ninja-Film des Hongkong-Regisseurs Godfrey Ho aus dem Jahr 1989.

## Handlung
Cheng wird von einer Gruppe Dieben und deren Anführer Titus ermordet. Sie lassen Chengs Sohn, Ethan, verwundet und dem Tod überlassen zurück. Doch kurz darauf findet ihn ein Totengräber und kümmert sich um ihn. Mason, der Vater von Titus, und Kopf der Bande, hatte Cheng ermorden lassen, um mit Hilfe dessen Goldes eine einflussreiche Position in der Regierung zu kaufen. Diese sollte von Titus eingenommen, aber von ihm selbst kontrolliert werden.
Wieder gesund, stellt Ethan fest, dass der Totengräber ein Kung-Fu-Meister ist und trainiert mit dessen Hilfe, um den Tod seines Vaters zu rächen. Der Meister, Master T., kann außerdem tote Krieger erwecken, sie kontrollieren und sie kämpfen lassen. Diese Fähigkeit nutzt er zugleich als Training für Ethan sowie als Verteidigung gegen Feinde.
Auf seiner Suche nach Mason trifft Ethan hin und wieder den Ninja Duncon, der auch ein Schüler von Master T. war. Duncon hilft Ethan dabei Masons Handlanger vom Hals zu halten und ihm den Weg zu dessen Heimstätte zu weisen. Zuvor noch etwas unerfahren, verbessert Ethan seine Ninjafähigkeiten, und besiegt nacheinander die Handlanger Masons, bevor er diesen selbst in einem letzten großen Duell tötet.

## Kritik
Der Film hat eine IMDB-Wertung von 2,9 bei 533 Bewertungen.

## Trivia
- Der Film wurde von Godfrey Ho im Cut-and-Paste-Verfahren gedreht, d. h. der größte Teil des Filmes besteht aus Aufnahmen aus einem anderen bereits vorhandenen und unveröffentlichten Film, und wurde durch eine neue Synchronisation im Sinn verändert und durch neu gedrehte Szenen erweitert.
- Film A, aus dem die Originalaufnahmen stammen, ist Gravedigger von 1983.
- Einer der neun Filme von Pierre Kirby und mit Full Metal Ninja der letzte, bevor er 1990 starb.[2]